# Monitorul de Iași
Monitorul de Iași este un ziar regional din Moldova din România. 
După ce Mihai Iacob a reziliat contractul echipei editoriale, din 10 aprilie 2002, aceasta a continuat activitatea într-o nouă publicație, care a apărut sub denumirea de Ziarul de Iași. 
Din 1992 publicația „Monitorul de Iași” (ISSN 1221-0277), care în perioada 16-18 august 2001 s-a numit „Info Monitorul”, a fost înlocuită de publicația „Monitorul” (ISSN 1221-2490). Aceasta a continuat numerotarea predecesoarei și era structurată în trei părți: Secțiunea A, știri, opinii, comentarii; Secțiunea B, Monitorul Sport; Secțiunea C, Monitorul financiar. La momentul redenumirii, cotidianul avea ca președinte pe Alexandru Lăzescu, director general pe Dan Radu, ca redactor șef pe Toni Hrițac și făcea parte din Grupul de Media Monitorul-Curentul.